# Greg Schiano

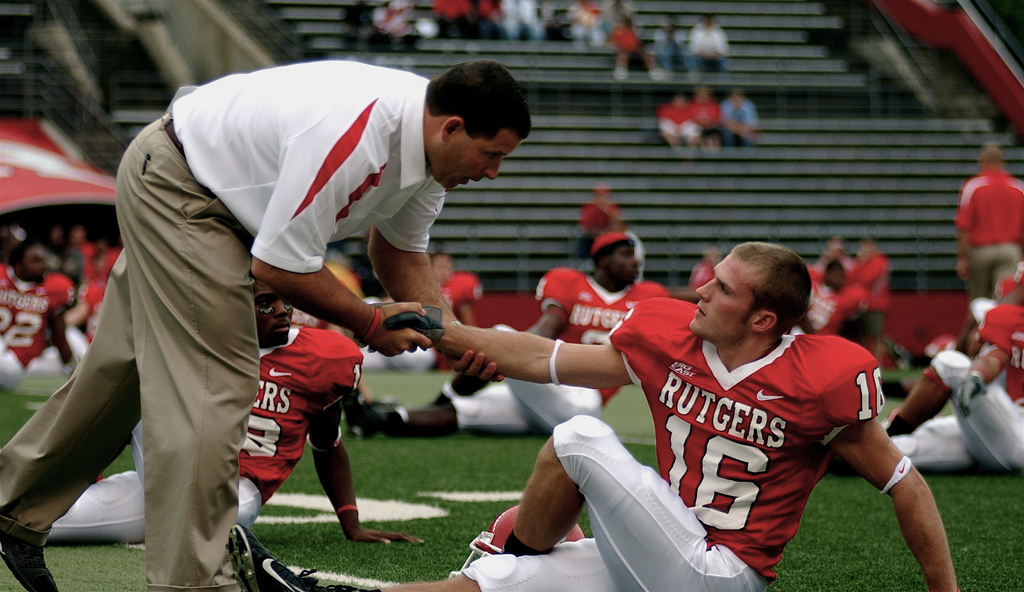
Greg Schiano (links)

Gregory Edward Schiano (* 1. Juni 1966 in Wyckoff, New Jersey) ist ein US-amerikanischer American-Football-Trainer. Er war zwei Jahre lang der Head Coach der Tampa Bay Buccaneers in der National Football League (NFL). Zuvor trainierte er elf Jahre lang die Rutgers University im College Football.

## College
Vor der Saison 2001 stellte die Rutgers University Schiano als ihren neuen Head Coach vor. Unter Schiano stiegen die Scarlet Knights wieder zu einem guten Team auf und konnten zahlreiche Erfolge feiern. So z. B. die erste Bowl-Teilnahme seit 1978. Für diese Verdienste erntete er verschiedene Coach of the Year (“Trainer des Jahres”) Auszeichnungen.

## NFL
Am 27. Januar 2012 verpflichteten die Tampa Bay Buccaneers Greg Schiano als Head Coach. Seine erste Saison schlossen die Buccaneers mit einer 7:9-Bilanz auf dem letzten Platz in der NFC South ab. Nach einer noch schlechteren Saison 2013 mit nur vier Siegen bei zwölf Niederlagen, wurde Schiano entlassen.